# Выборы депутатов совета народных депутатов города Владимира (2015)
Выборы депутатов Совета народных депутатов города Владимира двадцать седьмого созыва состоялись 13 сентября 2015 года в Единый день голосования. Выборы проводились по смешанной избирательной системе: из 35 депутатов 18 были избраны по партийным спискам (пропорциональная избирательная система), другие 17 — по одномандатным округам (мажоритарная избирательная система). Для партийных списков был установлен процентный барьер равный 5 %. Срок полномочий двадцать седьмого созыва — 5 лет.
Явка на выборах составила 18,24 % избирателей

## Подготовка
Выборы в совет депутатов были объявлены 25 июня 2015 года после истечения срока полномочий депутатов совета двадцать шестого созыва.

## Участники
В выборах приняло участие 7 партий: «Единая Россия», «КПРФ», «ЛДПР», «Справедливая Россия», «Яблоко», «Партия пенсионеров» и «Коммунистическая партия социальной справедливости». Партийный список в горизбирком также предоставляла партия «Патриоты России», однако её кандидаты вскоре утратили статус выдвинутых кандидатов.
Всего в совет народных депутатов по партийным спискам баллотировалось 367 человек. От «Единой России» было зарегистрировано 65 кандидатов, «КПРФ» выдвинула 58 кандидатов, «ЛДПР» выдвинула 54 кандидата (примечательно то, что список возглавил В. В. Жириновский, который позднее отказался от мандата), «Справедливая Россия» выдвинула 62 кандидата, «Коммунистическая партия социальной справедливости» выдвинула 49 кандидатов, «Партия пенсионеров» выдвинула 45 кандидатов, а партия «Яблоко» выдвинула 34 кандидата.
Кандидатами по 17 одномандатным округам, включая самовыдвиженцев стало 116 человек.

## Недопуск кандидатов
Во время избирательной кампании происходили серьёзные судебные разбирательства. Кандидаты от партии КПСС подали два иска против кандидатов по одномандатным округам от партии «Яблоко» и против одного самовыдвиженца.
Так в одномандатном округе № 16 против самовыдвиженца Елены Косенковой был подан иск, в связи с тем, что одним из сборщиков подписей в поддержку кандидата был действующий член УИКа.
Также был подан иск против кандидата от партии «Яблоко» Ильи Косыгина. «Яблочник» был снят с выборов решением суда, в связи с тем, что кандидат неправомерно использовал логотипы социальных сетей в своих агитационных материалах.
Третьим снятым кандидатом стал кандидат от «Яблока» Алексей Ефремов, который лишился регистрации в связи с тем, что он не предоставил в горизбирком банковскую справку о нулевом остатке на избирательном счёте. Причём суд первой инстанции отказал в удовлетворении иска и не стал отменять регистрацию кандидата, но областной суд решил иначе.

## Результаты
По итогам выборов партия «Единая Россия» преодолела процентный барьер и получила квалифицированное большинство, выиграв 26 депутатских мандатов, партия «КПРФ» получила 4 мандата, партия «ЛДПР» 2 мандата, партия «Справедливая Россия» получила 1 мандат, «Партия пенсионеров» получила 1 мандат, партия «Яблоко» получила 1 мандат, а «Коммунистическая партия социальной справедливости» не смогла преодолеть процентный барьер, получив лишь 2,78 % голосов за свой список и не получила ни одного депутатского мандата.
| Партия | Партия              | по партийным спискам | по партийным спискам | по партийным спискам | по одно- мандатным округам | всего         | всего   |
| Партия | Партия              | Голоса               | %                    | Получено мест        | Получено мест              | Получено мест | %       |
| ------ | ------------------- | -------------------- | -------------------- | -------------------- | -------------------------- | ------------- | ------- |
|        | Единая Россия       | 24701                | 48,29 %              | 10                   | 16                         | 26            | 74,20 % |
|        | КПРФ                | 8284                 | 16,20 %              | 3                    | 1                          | 4             | 11,40 % |
|        | ЛДПР                | 4731                 | 9,25 %               | 2                    | 0                          | 2             | 5,71 %  |
|        | Справедливая Россия | 4466                 | 8,73 %               | 1                    | 0                          | 1             | 2,80 %  |
|        | Партия пенсионеров  | 2827                 | 5,53 %               | 1                    | 0                          | 1             | 2,80 %  |
|        | Яблоко              | 2812                 | 5,50 %               | 1                    | 0                          | 1             | 2,80 %  |
|        | КПСС                | 1421                 | 2,78 %               | 0                    | 0                          | 0             | 0%      |